# Seoul FC
Seoul FC là một câu lạc bộ bóng đá bán chuyên cũ của Hàn Quốc từng thi đấu 27 năm ở các giải nghiệp dư. Đội bóng được sở hữu và quản lý bởi Chính quyền thành phố Seoul
Câu lạc bộ được thành lập ngày 15 tháng 1 năm 1976, và gia nhập hạng hai National League mùa 2003 như một sự thay thế tạm thời cho Hallelujah FC. Mặc dù kết thúc ở giữa bảng xếp hạng, câu lạc bộ đã rút lui sau khi Hallelujah muốn trở lại vào mùa 2004, và Seoul City chính thức giải thể ngày 31 tháng 12 năm 2003.

## Danh hiệu

### Quốc nội
- Giải vô địch bóng đá quốc gia
  - Vô địch (3): 1980, 1982, 1986